# Шустицкий, Сергей Юрьевич
Серге́й Ю́рьевич Шусти́цкий (род. 8 февраля 1958) — советский и российский музыкант, композитор, актёр, режиссёр, телеведущий. Член Союза композиторов, Член Союза кинематографистов.  Член Европейской киноакадемии. Заслуженный артист Российской Федерации (2000).

## Биография
Сергей Шустицкий родился 8 февраля 1958 года в Берлине.
В 1965 году поступил в Хоровое училище при Ленинградской капелле имени М. И. Глинки.
С 1969 год по 1973 год учился в московской Детской музыкальной школе имени И. О. Дунаевского в классе Т. Н. Родионовой (фортепиано и композиция). Окончил с отличием.
В 1977 году окончил с отличием Музыкальное училище при Московской государственной консерватории.
В 1982 году окончил Московскую консерваторию, ученик Е. К. Голубева, К. К. Баташова, Ю. Н. Холопова, Е. П. Макарова.
В разные годы свободный слушатель театрального училища имени М. С. Щепкина, Школы-студии МХАТ, ВГИКа.
В 1990—1991 стажировался в США, работал аранжировщиком для студий Paramount, 20th Century Fox.

## Творчество

### Музыка
Сочинил несколько симфонических и камерных произведений, автор музыкальных заставок Радио «Орфей» (2009), музыки для телевидения, рекламы, театра и кино. В том числе спектакли «Альпийская баллада», «Железная воля», «Сон императрицы», «Любовь в двух действиях», «Рамки приличий», «Горе от ума», «Любовь у трона», «Не понравится — уйду», кинофильмы «Только смерть приходит обязательно» (режиссёр Марина Цурцумия), «Дура» (реж. Максим Коростышевский, приз за лучшую музыку на фестивале «Окно в Европу» в Выборге 2005 — совместно с Иваном Волковым), «Давай поиграем» (реж. Александр Итыгилов), «Зайцев, жги! История шоумена» (реж. Антон Барщевский), «Виолетта из Атамановки» (реж. Леонид Мазор), «Кино как попытка сближения» (реж. Владимир Алеников), «Рай» (реж. Андрей Кончаловский, приз Soundtrack Star Awards на фестивале в Венеции 2016), «Учёности плоды» (реж. Игорь Угольников), мультфильмы «Два итальянца», «Пуговка», «Большие сердца». В 2014—2016 гг. сделал музыкальную редакцию рок-оперы Э. Н. Артемьева «Преступление и наказание». Лауреат художественной премии «ПЕТРОПОЛЬ» за создание оригинальной музыки к фильмам и спектаклям разных лет (2023).

### Телевидение
На телевидении с 1979 года. С 2010 по 2024 год - Член Академии Российского телевидения.
Сергей Шустицкий был одним из авторов и актёром популярной в 1980-е годы юмористической телепередачи «Весёлые ребята». Был автором и ведущим программ «Радио Труба», «Караоке по-русски», дневников «Славянского базара», многих выпусков «Утренней почты», «Почты РТР», «Завтрака чемпионов», «Новогодней ночи на РТР», снялся в клипе Аллы Пугачёвой «Алло» и многих других.
В качестве режиссёра снимал телепрограммы «Вечернее музыкальное кафе», «Звёздный экспресс», «Алло! Алло!», «Голос — вольная птица», «Стар и млад», несколько выпусков программы «Шире круг», документальные фильмы «Короткое лето Жени Белоусова», «Прощание с Песняром. Владимир Мулявин», «Будет музыка звучать! Мерзляковке — 120!», «Роман Карцев. Шут гороховый».

### Театр
Роли на сцене: Моцарт («Маленькие трагедии», ВГИК), Борис («Путём взаимной переписки», театр «Игроки»), Шульц («Кабаре», Musical Trade), Ришельё («Три мушкетёра», Musical Trade), Леонид («Здравствуйте, я ваша тёща», Театральное агентство «Актёр»), Герман («Седина в бороду», Театральное агентство «Актёр»), Энтони («Джуди» («Последний луч радуги»), Театральное агентство «Арт-Партнёр XXI»), Эгмонт («Эгмонт», Государственный симфонический оркестр России), режиссёр-постановщик и исполнитель моноспектаклей «Метель» (2012) и «Пушкин, Моцарт и Сальери… Послесловие» (2024) (Ансамбль солистов «Премьера»).

### Фильмография актёрская
- 1971 — Телеграмма — Лёша Шафоростов
- 1987 — Качели, качели, качели (документальный) — учитель, волшебник
- 1990 — Наш человек в Сан-Ремо — организатор конкурса
- 2001 — Курортный роман — Влад, клавишник и любовник Карины
- 2004 — Москва. Центральный округ — Игнат Телегин
- 2004 — Камера кафе — бомж, распространитель билетов
- 2004 — Моя прекрасная няня — Александр Пардон
- 2005 — Охота на изюбря — телеведущий
- 2005 — Лола и Маркиз — Георгий Нахапетович
- 2006 — Братья по-разному — торговый агент
- 2006 — Кто в доме хозяин? — Семён
- 2007 — Вся такая внезапная — Баранов
- 2008 — Мой муж — гений — «Пифагор»
- 2009 — Ромашка, кактус, маргаритка — Борис
- 2009—2011 — Зверобой — Игорь Олегович Трубников
- 2011 — Время счастья (телесериал)-2 — главврач
- 2011 — Пончик Люся — доктор Бузов
- 2012 — Москва. Три вокзала-3 — Ройзман (серия «Отцы и дети»)
- 2013 — Кодекс чести — военный прокурор
- 2013 — Мама-детектив (9 серия) — Егор
- 2016 — Лиризмы — ведущий церемонии
- 2017 — Воронины — психолог
- 2019 — Женская версия. Романтик из СССР — Павел
- 2022 — Спроси Марту — Отец Ильи

### Голос за кадром
- 1996 — документальный фильм «Радонеж. Размышление о настоящем»
- 2004 — документальный фильм «Белый квадрат»
- 2010 — анимационный фильм «Детективное агентство „Бульдог и Шорти“»
- 2014 — анимационный фильм «Гора Самоцветов»
- 2017 — документальный фильм «Роман Карцев. Шут гороховый»

## Награды
- Заслуженный артист России (2000) — за заслуги в области искусства[3]